# Telearuba
Telearuba es un canal de televisión público-comercial arubeño. Transmiten para todo el Caribe Neerlandés, incluyendo Curazao y en Surinam. Es el único canal público-comercial en la isla, y es miembro asociado a la Nederlandse Publieke Omroep, además es miembro asociado a la Unión Europea de Radiodifusión y de la Alianza Informativa Latinoamericana.

## Historia
Comenzó a emitir el 30 de septiembre de 1963 por un grupo de empresarios venezolanos, dirigidos por Alberto Tans, con el apoyo del gobierno local de la isla y de la Nederlandse Publieke Omroep. Tans creó la empresa Arutel (Aruba Televisie), encargada de la explotación del nuevo canal, bajo el nombre de Radio Oranjestad Televisie (ROTEL), inspirada en el modelo de la cadena venezolana Radio Caracas Televisión, que era su principal socio. En sus inicios, la programación del canal emitió gran parte de la producción de RCTV durante más de 30 años hasta 2010. En 1986, cuando se concedió a Aruba su estatus de autonomía con los Países Bajos, el gobierno de Aruba adquiere el 50% de las acciones de Arutel, por lo que comenzaría a replantear el modelo de televisión hacia lo mixto, inspirado del modelo europeo. En 2010, Arutel se declaró en quiebra, y Tans vendió el 50% restante al gobierno de Aruba, por lo que el canal a manos del gobierno desde el 1 de enero de 2011. Se contrata a la agencia de publicidad Visecom para rediseñar el logotipo corporativo del canal. La nueva programación se estrenaría en 2012, ampliándose su programación a las 24 horas, mientras que el resto sería emitido por la señal de la NPO. En 2013, en el marco del aniversario de la independencia de Surinam, el canal comenzaría a emitir en ese país suramericano, gracias a un acuerdo de cooperación. Desde 1980, se retransmite el Festival de la Canción de Eurovisión con comentarios de la Nederlandse Publieke Omroep y eventos especiales en la isla.
Cabe recordar que en 2016, Telearuba comenzó a emitir un noticiero en español: Primera Plana, conducido por Alejandra Forero.
Con la crisis social en Venezuela, el gobierno de Nicolás Maduro, a través de CONATEL, ordenó retirar las señales de Telearuba y TeleCuraçao en el territorio venezolano por haber reconocido al gobierno interino de Juan Guaidó.

## Programación

### Programas actuales
- Telenoticia
- Telenoticia Special
- Primera Plana con Alejandra Forero (informativo en español)

## Logotipos

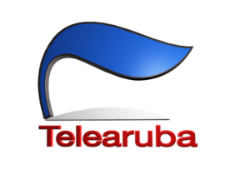

Actual